# Пилад
Пила́д (др.-греч. Πυλάδης) — персонаж древнегреческой мифологии. Сын царя Фокиды Строфия и Анаксибии — сестры Агамемнона.

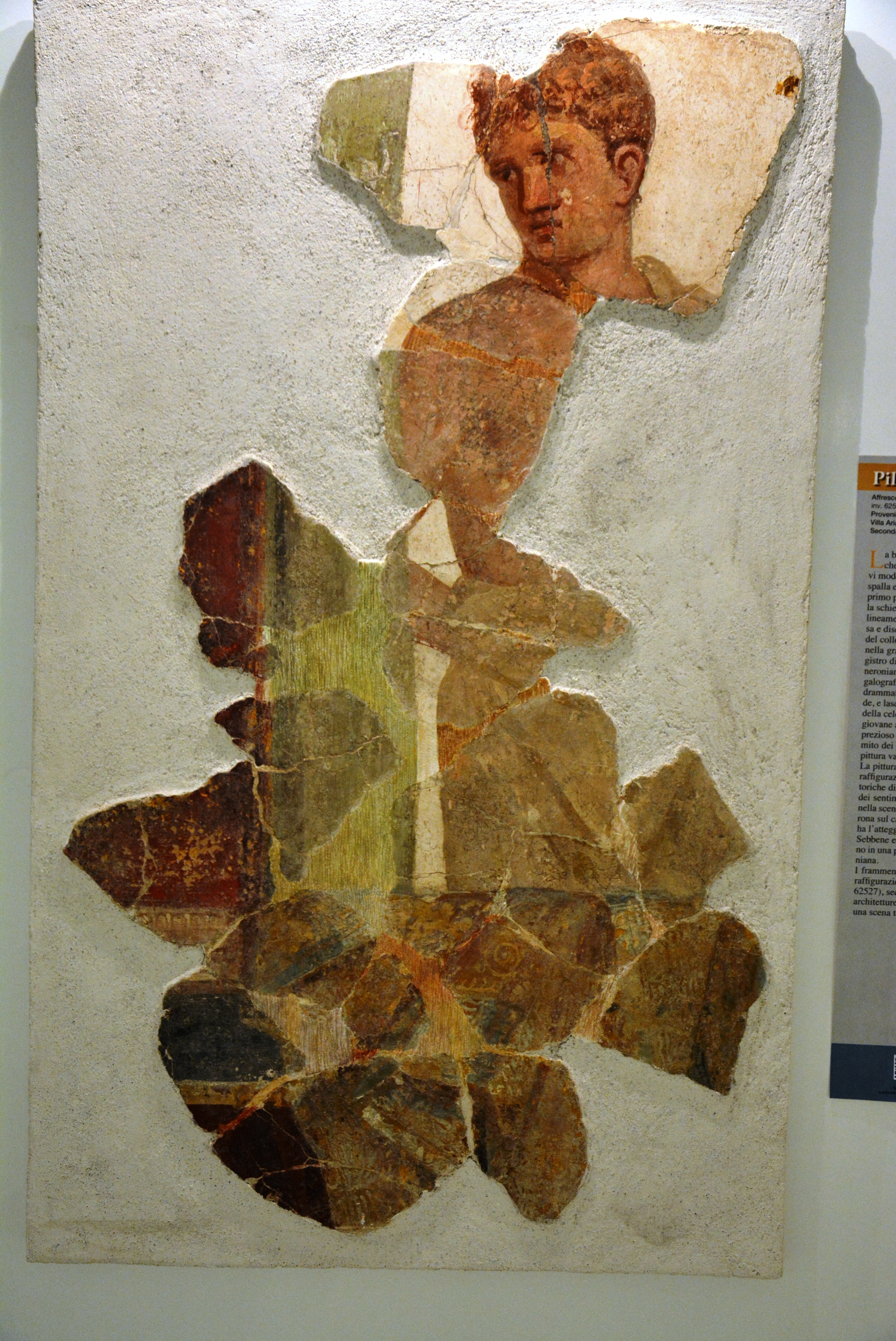
Пилад

Любимый друг Ореста. Когда Орест мстил за отца, Пилад убил сыновей Навплия, пришедших на помощь Эгисфу.
После возвращения из скитаний женился на сестре Ореста — Электре. От этого брака родились Медонт и Строфий.
По одной из версий, установил дельфийскую амфиктионию.
Пилад является действующим лицом трагедии Эсхила «Хоэфоры», Софокла «Электра» (без слов) и «Хрис», Еврипида «Электра» (без слов), «Орест» и «Ифигения в Тавриде», Пакувия «Хрис», Сенеки «Агамемнон» (без слов).